# Miguel Ángel Caballero
Miguel Angel Caballero – amerykański aktor pochodzenia meksykańskiego, urodzony w Zamorze w stanie Michoacán. Znany alternatywnie jako Miguel Naranjo Caballero, Miguel Caballero lub Miguel Angel Naranjo.
Studiował w UCLA School of Theater Film & Television. Jest reżyserem, scenarzystą, montażystą i wykonawczym producentem dramatu krótkometrażowego Los Angeles (2004), w którym wystąpił także w głównej roli.

## Filmografia
- Nowe przygody starej Christine (The New Adventures of Old Christine, 2009)
- Saints Row 2 (2008; gra komputerowa) jako pracownik fabryki/gangster/różne role
- CSI: Kryminalne zagadki Nowego Jorku (CSI: NY, 2007) jako Hector
- Saints Row (2006; gra komputerowa) jako Carnales 3/fotograf/różne role
- Primavera, La (2006) jako Antonio
- SOCOM: U.S. Navy SEALs – Fireteam Bravo (2005)
- The Invitation (2005) jako Angel
- Madam Marina (2005) jako Lucas
- Killer7 (2005) jako Mask De Smith
- Pan i pani Smith (Mr. & Mrs. Smith, 2005) jako Bellboy – Bogotá
- Los Angeles (2004) jako Angel
- HellBent (2004) jako Jorge
- Ostry dyżur (ER, 2003) jako Rico Solano
- JAG – Wojskowe biuro śledcze (JAG, 2002–2005) jako Isidro Calderon
- Greetings from Tucson (2002) jako Paolo
- Jak pan może, panie doktorze? (Becker, 2000)
- Mi casa, su casa (1998) jako Miguel
- Przybysz (The Visitor, 1997) jako Michael